# Matrixelement (Physik)
Das Matrixelement beschreibt in der Quantenphysik die Wahrscheinlichkeitsamplitude für Übergänge zwischen zwei Zuständen. Es findet bei der Berechnung von Wirkungsquerschnitten sowie Zerfallsraten Anwendung. In der Quantenfeldtheorie wird es für einen Streuprozess mit Feynman-Diagrammen berechnet.
In der Quantenmechanik werden physikalische Größen oder Prozesse durch Operatoren wiedergegeben, wobei jedem Operator im Hilbertraum der Zustandsvektoren eine lineare Abbildung entspricht. Als Symbol für den Operator wird oft der Buchstabe für die physikalische Messgröße verwendet und mit einem Zirkumflex versehen, z. B. für die x-Koordinate das Symbol {\displaystyle {\hat {x}}}. Die Matrizenmechanik erlaubt es die Operatoren als Matrizen darzustellen:
Sind Zustandsvektoren {\displaystyle \vert \phi _{n}\rangle } mit {\displaystyle (n=1,2,\dots )} gegeben, die eine orthonormale Basis des Hilbertraums bilden, so kann der Operator {\displaystyle {\hat {O}}} vollständig wiedergegeben werden durch eine Matrix mit den Elementen {\displaystyle O_{mn}:=\langle \phi _{m}\vert {\hat {O}}\vert \phi _{n}\rangle }. Das Matrixelement {\displaystyle O_{mn}} besagt, mit welcher Komponente der Basisvektor {\displaystyle \vert \phi _{m}\rangle } in dem Vektor enthalten ist, der durch Anwendung von {\displaystyle {\hat {O}}} auf den Basisvektor {\displaystyle \vert \phi _{n}\rangle } entstanden ist.
Darüber hinaus wird der Begriff Matrixelement allgemein verwendet, wenn mit zwei Zustandsvektoren {\displaystyle \vert \phi \rangle } und {\displaystyle \vert \psi \rangle }  die Größe {\displaystyle \langle \phi \vert {\hat {O}}\vert \psi \rangle } gebildet wird. In Fermis Goldener Regel z. B. werden für die beiden Zustände der Anfangszustand und der beobachtete Endzustand eines bestimmten Prozesses gewählt, wobei weder eine ganze Basis spezifiziert wird noch die beiden Zustände überhaupt orthogonal sein müssen.